# 底棲攝食者

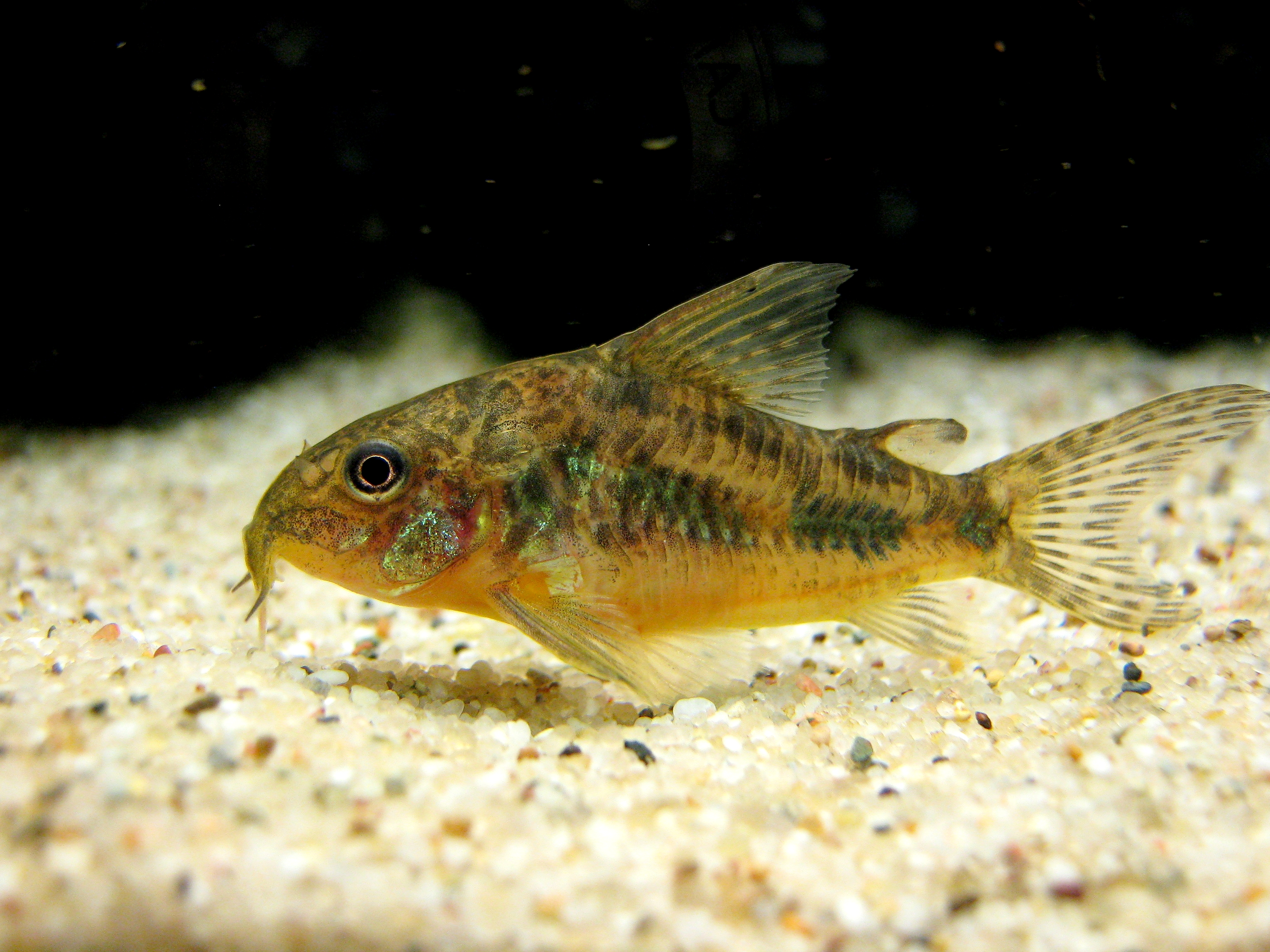
兵鯰，常見飼養於淡水水族箱的底棲攝食者

底棲攝食者為於水體下層覓食的動物，生物學家多半會以底棲生物稱之，包括一些無脊椎動物如貝類、螃蟹、淡水龍蝦、海葵、海星、蝸牛、沙蠶與海參，不過底棲生物一詞所囊括的範圍也包括底棲性的非動物，像是植物及藻類。底棲性的魚類則另外被稱為底棲魚類，屬於底棲的魚類包括鰈魚、鰻魚、鱈魚、黑線鱈、鱸魚、石斑魚、鯉魚、鯿魚、部分物種的鯰魚及鯊魚。

## 進食策略
部分底棲攝食者屬食碎屑動物，這是因為有機物碎屑最終都會沉降到底層，是底棲攝食者容易取得的食物來源；在海洋中，這些沉降的有機物碎屑又被稱為海洋雪。有些底棲攝食者，例如螃蟹，可直接攝取這些碎屑；而有些則是於水體中進行濾食。攝食碎屑的行為有助於維護許多水生環境，保持生物地球化學循環平衡。2014年，一項研究指出深海底棲攝食者獵食水母或頭足綱的行為可以使二氧化碳最終被封存於海床，防止它們被釋放回大氣中。
部分底棲攝食者則是以植物活體為食，例如海膽。也有部分底棲攝食者屬肉食性，以其他底棲動物或是屍體為食。
有些肉食性的底棲攝食者利用底層的環境來埋伏獵物，常見的例子將底層的沙或沉積物覆蓋於身上，只有在獵物經過時才會浮現並發動攻擊，許多鰈魚都是採這樣的獵食策略。也有些掠食者會將大部分身體深埋於沙中，例如磯沙蠶。

## 生理學
大部分的底棲魚類具有平坦的腹部，讓牠們得以穩定地趴在海底的沉積物上，唯一的例外為鰈魚，牠們的身體為側扁形，平時會將身體的一側趴於海床上；牠們小時候時眼睛位於身體兩側，隨著年紀增長會逐漸移到其中一側。另外，底棲物種的嘴巴多半朝下，方便牠們取食位於下方沉積物上或其中的食物。而有的底棲物種，例如瞻星魚，則具有朝上的嘴巴，方便牠們捕捉游經其上方的獵物。

## 水族箱管理
在水族箱中，底棲攝食者是很受歡迎的物種，一般相信牠們可以用來清除沉入水底的殘餌、碎屑甚至是糞便。然而，牠們大多仍然只以新鮮食物為食，額外購入這些底棲攝食者只會因為水中生物數量增加而使得水族箱更容易變得髒亂。有些底棲攝食者會以水族箱中的藻類為食，可以減少缸內氧氣的消耗（藻類仍然會需要消耗氧氣呼吸）以及維持水族箱的清潔。